# Condado de Quintanilla
El condado de Quintanilla es un título nobiliario español creado el 11 de junio de 1709 por el rey Felipe V a favor de Diego de Rivera y Cotes, Quiroga y Crema de Sandoval, capitán de caballos corazas.

## Condes de Quintanilla
|                                 | Titular                                                             | Periodo               |
| Creación por Felipe V           | Creación por Felipe V                                               | Creación por Felipe V |
| ------------------------------- | ------------------------------------------------------------------- | --------------------- |
| I                               | Diego de Rivera y Cotes, Quiroga y Crema de Sandoval                | 1709-?                |
| II                              | Rodrigo de Rivera Quintanilla y Mercado                             | ? - ?                 |
| III                             | Micaela Francisca de Rivera y Ledesma Rodríguez de las Varillas     | ? - ?                 |
| IV                              | Beatriz de Rivera y Ledesma Rodríguez de las Varillas               | ? – ?                 |
| V                               | Rodrigo Antonio de Mendoza Rivera Ledesma Rodríguez de las Varillas | ?-?                   |
| VI                              | José de Mendoza Rivera y Manuel de Villena                          | ?-?                   |
| VII                             | José de Mendoza y Fernández de Córdoba. fallecido en 1843           | ¿- 1843               |
| VIII                            | Joaquín de Mendoza y Fernández de Córdoba                           | 1843 -                |
| Rehabilitación por Alfonso XIII |                                                                     |                       |
| IX                              | María de la Concepción Pérez de Guzmán el Bueno y Salabert          | 1914-                 |
| X                               | Luis de Figueroa y Pérez de Guzmán el Bueno                         | 1930-                 |
| XI                              | Álvaro de Figueroa y Griffith                                       | 1974-2001             |
| XII                             | Luis de Figueroa y Griffith                                         | 2001-actual titular   |

## Historia de los Condes de Quintanilla
- Diego de Rivera y Cotes (¿?-¿?), I conde de Quintanilla.

1. Casó con N ¿?. Le sucedió su hijo:

- Rodrigo de Rivera Quintanilla y Mercado (¿?-¿?), II conde de Quintanilla.

1. Casó con Beatriz Rodríguez de Ledesma Vázquez y Coronado. Le sucedió su hija:

- Micaela Francisca de Rivera y Ledesma Rodríguez de las Varillas (¿?-¿?), III condesa de Quintanilla.

1. Casó con Benito Enríquez Anaya Enríquez de Navarra Sotomayor y Toledo, señor de Cabrillas y Anaya, sin sucesión. Le sucedió su hermana:

- Beatriz de Rivera y Ledesma Rodríguez de las Varillas (?¿-?¿), IV condesa de Quintanilla.

1. Casó con Francisco de Mendoza Híjar y Sotomayor. Le sucedió su hijo:

- Rodrigo Antonio de Mendoza y Rivera Ledesma Rodríguez de las Varillas (¿?-¿?), V conde de Quintanilla.

1. Casó con Ana Joaquina Manuel de Villena y Sánchez Figueroa, cuñada de su hermana María de la Paz. Le sucedió su hijo:

- José de Mendoza Rivera y Manuel de Villena (¿?-¿?), VI conde de Quintanilla.

1. Casó con Joaquina María de la Fuensanta Fernández de Córdoba y Argote de Guzmán el Bueno, hija del IV conde de Torres Cabrera y su esposa la III condesa del Menado Alto. Sin sucesión.

- José de Mendoza Fernández de Córdoba, VII Conde de Quintanilla, fallece sin descendientes y sin testamento el 5 de febrero de 1843. Casado con Agustina de Orellana. Deja su herencia a sus hermanos Joaquín de Mendoza Fernández de Córdoba y María del Rosario Mendoza Fernández de Córdoba, casada con Pantaleón Irisarri.

- Joaquín de Mendoza Fernández de Córdoba, VIII conde de Quintanilla, obtiene el título a la muerte de su hermano en 1843.

-El título quedó en el olvido, transmitiéndose los derechos a través de los descendientes de Rosa de Mendoza y Manuel de Villena, hija del quinto conde y hermana del sexto conde de Quintanilla, que portaron el título de marqueses de Santa Marta, hasta que fue rehabilitado en 1914, por la novena condesa, descendiente en sexto grado del quinto conde.
Rehabilitado en 1914 por:

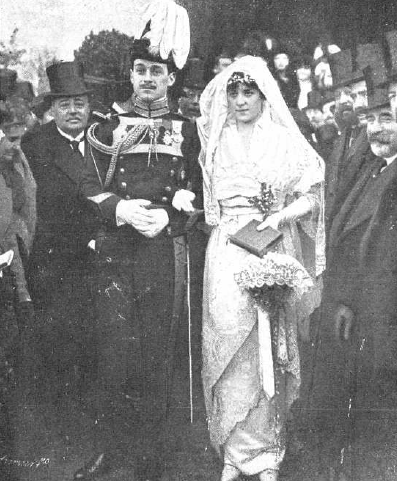
Boda de la IX condesa de Quintanilla

- María de la Concepción Pérez de Guzmán el Bueno y Salabert (1896-1927), IX condesa de Quintanilla.

1. Casó con Luis de Figueroa y Alonso-Martínez, II conde de Romanones, V conde de la Dehesa de Velayos. Le sucedió su hijo:

- Luis de Figueroa y Pérez de Guzmán el Bueno (1918-1987), X conde de Quintanilla, VI conde de la Dehesa de Velayos, III conde de Romanones.

1. Casó con María Aline Griffith Dexter. Le sucedió su hijo:

- Álvaro de Figueroa y Griffith (n. 1949), XI conde de Quintanilla, VII conde de la Dehesa de Velayos, IV conde de Romanones.

1. Casó con Lucila Domecq Williams. Le sucedió, por cesión en 1974, su hermano:

- Luis de Figueroa y Griffith (n. en 1950), XII conde de Quintanilla[1]

1. Casó, en primeras nupcias, con S.A.S. la princesa Teresa de Sayn-Wittgenstein-Sayn.
2. Casó, en segundas nupcias, con María Inés Bárbara Márquez y Osorio, hija de los IV duques de Santa Cristina.